# Liste der Ehrenbürger von Starnberg
Die Stadt Starnberg hat seit 1914 folgenden Personen das Ehrenbürgerrecht verliehen.
Hinweis: Die Auflistung erfolgt chronologisch nach Datum der Zuerkennung.

## Die Ehrenbürger der Stadt Starnberg
1. Rudolf Magg (* 2. Februar 1845; † 8. Oktober 1921)
Königlicher Hofrat und praktischer Arzt
Verleihung am 3. Februar 1914
Magg wurde anlässlich seines 40-jährigen Dienstjubiläums für sein Wirken als Arzt und Chirurg im Kreiskrankenhaus Starnberg und besonders als Anerkennung für die jahrelange unentgeltliche ärztliche Behandlung der Spitalinsassen geehrt.
2. Carl Zitzmann (* 23. Oktober 1871 in Nürnberg; † 7. Dezember 1956 in Starnberg)
Generaldirektor
Verleihung am 21. Dezember 1923
Die Ernennung erfolgte als Anerkennung für sein langjähriges, überaus wohltätiges Wirken in Starnberg.
3. Adolf Friedrich Bayerlein (* 27. Oktober 1879; † 6. Januar 1946)
Kommerzienrat und rumänischer Generalkonsul
Verleihung am 7. Juni 1938
Bayerlein schenkte der Stadt seine Villa an der Bahnhofstraße, damit darin eine Oberschule errichtet werden konnte. In Anerkennung seiner großen Verdienste um Starnberg wurde ihm die Ehrenbürgerschaft verliehen.
4. Michael Ostheimer (* 4. Dezember 1875; † 16. August 1955)
Geistlicher Rat
Verleihung am 12. Juli 1948
Ostheimer wirkte von 1921 bis 1952 als Stadtpfarrer. Anlässlich seines 50-jährigen Priesterjubiläums wurde ihm in dankbarer Anerkennung seiner Verdienste um Kirche, Schule und Stadt die Ehrenbürgerschaft zuerkannt.
5. Hermann Uhde-Bernays (* 31. Oktober 1873 in Weimar; † 7. Juni 1965 in Starnberg)
Professor
Verleihung am 9. Oktober 1950
Mit der Ehrenbürgerschaft ehrte die Stadt Starnberg einen Gelehrten, dessen Name in der Welt des Geistes und der Kunstwissenschaft hoch geachtet ist und der in den Jahren 1945/46 Mitglied des Stadtrates war.
6. Feodor Lynen (* 6. April 1911 in München; † 6. August 1979 in München)
Professor, Nobelpreisträger für Medizin 1964
Verleihung am 25. Januar 1965
Lynen, der in Starnberg wohnhaft war, wurde wegen seiner hervorragenden Verdienste um die Wissenschaft ausgezeichnet.
7. Schwester Hardwina Elisabeth Amann (* 20. August 1888 in Rattenkirchen; † 5. Februar 1974 in Kloster Mallersdorf, Niederbayern)
Oberin
Verleihung am 22. Juli 1968
Als Anerkennung für die 50-jährige aufopfernde Tätigkeit im Krankenhaus und im Städtischen Altersheim sowie für ihr selbstloses, hingebungsvolles Wirken im Dienste der Allgemeinheit.
8. Ina Seidel (* 15. September 1885 in Halle; † 2. Oktober 1974 in Ebenhausen)
Dichterin
Verleihung am 15. Juni 1970
Die Stadt Starnberg würdigte mit dieser Ehrung die hohe Bedeutung des dichterischen Lebenswerkes ihrer langjährigen Bürgerin.
9. Franz Heidinger sen. (* 24. Dezember 1903; † 29. September 1983)
Verleihung am 14. August 1972
Mit dieser Ehrung würdigt die Stadt Starnberg die großen Verdienste ihres Mitbürgers, die er sich als Stadtrat 1947 bis 1972 durch sein selbstloses Wirken für die Allgemeinheit erworben hat.
10. Carl Friedrich von Weizsäcker (* 28. Juni 1912 in Kiel; † 28. April 2007 in Starnberg-Söcking)[1]
Physiker, Philosoph und Friedensforscher.
Verleihung am 18. Januar 1985
Die Stadt Starnberg würdigte mit dieser Ehrung das Lebenswerk ihres langjährigen Bürgers.
11. Yvon Bourges (* 29. Juni 1921 in Pau; † 18. April 2009 in Paris)
Französischer Politiker
Verleihung 1987
Yvon Bourges, ehemaliger Bürgermeister von Starnbergs Partnerstadt Dinard, erhielt diese Auszeichnung für die intensive Förderung des kulturellen Austauschs zwischen den beiden Partnerstädten.[2]
12. Rudolf Widmann (* 17. September 1929 in Starnberg; † 14. April 2000 ebenda)
Rechtsanwalt, 1. Bürgermeister der Stadt Starnberg 1960–1969, Landrat 1969–1996
Verleihung 1998
Mit der Ehrenbürgerschaft ehrte die Stadt Starnberg einen Politiker, der mit Sorgfalt und dem Blick für das Wesentliche und Machbare die Geschicke der Stadt und des Landkreises lenkte.
13. Heribert Thallmair (* 23. Mai 1936 in Roth)[3]
Jurist, 1. Bürgermeister der Stadt Starnberg 1969–2002, Senatspräsident 1996–1999
Verleihung 2003
Die Ernennung erfolgte als Anerkennung für die langjährige Tätigkeit als Bürgermeister und Präsident des Bayerischen Senats.
14. Konrad Schreiegg (* 1934 in Ursberg; † 12. April 2012 in Krumbach)[4]
Stadtpfarrer i. R.
Verleihung am 11. Juli 2007
Als Anerkennung für die über 30-jährige seelsorgerische Tätigkeit in der Stadtpfarrei St. Maria Hilfe der Christen und den unermüdlichen Einsatz für das kirchliche und gesellschaftliche Leben in Starnberg.
15. Jürgen Habermas (* 18. Juni 1929 in Düsseldorf)[5]
Philosoph und Soziologe
Verleihung am 3. November 2009
16. Edith Clemm[6]
Grundschullehrerin
Verleihung im April 2014
Die Stadt Starnberg würdigte ihre Mitbürgerin für ihr großes soziales Engagement, insbesondere für Organisation und Leitung der Starnberger Tafel.
17. Helmut Lydtin[6]
Professor
Verleihung im April 2014
Mit dieser Ehrung würdigte die Stadt Starnberg den ehemaligen Chefarzt und Ärztlichen Direktor für seine Verdienste beim Ausbau des Starnberger Krankenhauses in eine erfolgreiche, zeitgemäße Klinik.
18. Jean Claude Mahé[7]
Bürgermeister der Partnerstadt Dinard
Verleihung 2019
19. Gerd Weger (* 1944/45)[7]
Beamter im Vermessungsamt
Verleihung im Juli 2024
Ehrung für 48 Jahre Mitarbeit im Stadtrat und ehrenamtliches Engagement bei Faschingsverein Perchalla, Kinder- und Jugendarbeit, Verein „Die Brücke“, bei der Kolpingfamilie, der Wasserwacht, in der Kirchenverwaltung und der Wohnungsgenossenschaft.